# Kotlin
Kotlin е междуплатформен, обектно ориентиран език за програмиране от високо ниво.

## Описание
Езикът Kotlin е напълно съвместим с Java Virtual Machine. Представен е през 2011 г. от чешката компания JetBrains. Когато ключовата фигура в компанията Дмитрий Йемеров търси определени функции, които не присъстват в Java, той се насочва към Scala, друг език за програмиране, който работи на JVM, но не остава доволен заради бавното компилиране. Така се ражда идеята за Kotlin. Разработката е ръководена от наскоро завършилия университета ИТМО Андрей Бреслав.
Kotlin е обектно ориентиран, но използва концепции и от функционалното програмиране. В сравнение с Java изисква по-малко писане на код, за да се постигне един и същ резултат, като се запазва съвместимостта между двата езика – разработчикът може да използва библиотеки на Java в своята програма на Kotlin.
От 2019 г. това е предпочитаният език за разработка на Android приложения.